# Richard Oetker
Richard Oetker (Bielefeld, el 4 de enero de 1951) es un empresario alemán quien se convirtió en el director ejecutivo de Dr. Oetker en 2010.

## Carrera
Es el hijo de Rudolf August Oetker (1916-2007) y de su esposa Susanne Jantsch (1922-2012); sus hermanos son August Oetker junior, Bergit Condesa Douglas y Christian Oetker. Cursó estudios de agronomía en la Universidad Técnica de Múnich y ha ocupado varios puestos en la empresa Dr. Oetker desde 1981, cuando su padre dejó de ser director ejecutivo. Se ha casado dos veces y tiene dos hijos.

## Rapto
El 14 de diciembre de 1976, el estudiante de 25 años fue raptado por Dieter Zlof, un mecánico de 34 años con raíces eslovenas. Zlof encerró a Oetker en una caja de madera y sujetó sus pies y muñecas a esposas que darían descargas eléctricas si Oetker gritara o tratara de escaparse. Mientras que Oetker medía 1.94 m, la caja medía 70 cm de ancho y 1.45 m de largo. El 15 de diciembre, antes del amanecer, un ruido fuerte sonó cerca de la caja y desencadenó un golpe de corriente casi fatal. El calambre fracturó los muslos y dos costillas de Oetker cuando él se pegó un porrazo contra la pared interior de la caja. Sus gritos prolongaron las descargas por diez segundos, y su dolor era tan fuerte que por un par de momentos Oetker anheló morir.
Fue liberado a cambio de 21 millones de marcos, el rescate más alto nunca pagado en Alemania. El secuestro había durado 47 horas cuando Oetker fue encontrado en un Opel Commodore el 16 de diciembre. La policía se sirvió de pruebas indirectas cuando arrestó a Zlof el 30 de enero de 1979. Aunque él no se declarase culpable, recibió la pena máxima – quince años de cárcel – el 9 de junio de 1980.
En mayo de 1997, Zlof, quien había enterrado el dinero en una selva a 30 km al sureste de Múnich, viajó a Inglaterra para cambiar algunos billetes mohosos con un valor de 12.5 millones de marcos por billetes utilizables. El resto se había emmohecido en su escondite. Zlof fue arrestado una segunda vez, pasó dos años en prisión, y admitió haber raptado a Oetker en una autobiografía que fue escrita por la esposa de su abogado y publicada en 1997.
Oetker todavía sufre de sus heridas. Pasó cuatro años andando con muletas y fue operado varias veces hasta 1994. Tuvo que reaprender a andar y a estar de pie. Sus pulmones también habían sufrido daños cuando él había estado encerrado en la caja durante un par de horas. 

## El baile con el diablo
El film El baile con el diablo narra el rapto de Oetker. Los actores son Sebastian Koch (Richard Oetker), Tobias Moretti (el inspector Helmut Bauer; el film le llama Georg Kufbach) y Christoph Waltz (Dieter Cilov). El nombre de Zlof había sido alterado por razones jurídicas.

## Literatura
- Nicole Amelung. Die Entführung (Lesani-Medienverlag, 1997). ISBN 3-9805045-5-7
- Rüdiger Jungbluth. Die Oetkers – Geschäft und Geheimnisse der bekanntesten Wirtschaftsdynastie Deutschlands (Frankfurt am Main: Campus Verlag, 2004). ISBN 3593373963.